# Квайдан (фільм)
Квайдан (яп. 怪談, кайдан, «усна розповідь про надприродне») — японський антологічний фільм жахів 1964 року, знятий режисером Кобаясі Масакі. Фільм заснований на історіях зі збірок японських народних казок Лафкадіо Герна, головним чином «Квайдан: історії та дослідження дивних речей» (1904), за якою він і отримав свою назву. Фільм складається з чотирьох окремих і не пов'язаних між собою історій. Квайдан — це архаїчна транслітерація терміну kaidan, що означає «історія про привидів». Отримавши схвальні відгуки критиків, фільм здобув Спеціальний приз журі на Каннському кінофестивалі 1965 року та номінацію на премію «Оскар» за найкращий фільм іноземною мовою.

## Сюжет

### «Чорне волосся»
«Чорне волосся» (яп. 黒髪, Kurokami) — кіно адаптація розповідей «Примирення» та «Вершник-труп», які увійшли до збірки Герна «Тіні» (1900).
Збіднілий самурай у Кіото розлучається зі своєю дружиною, ткалею, і йде до жінки із заможної родини, щоб досягти вищого соціального статусу. Однак, незважаючи на новий заможний статус, другий шлюб самурая виявляється нещасливим. Його нова дружина виявляється черствою та егоїстичною. Самурай шкодує, що покинув свою більш віддану і терплячу колишню дружину.
Друга дружина розлючена, коли розуміє, що самурай не лише одружився з нею, щоб отримати сімейне багатство, але й досі тужить за своїм колишнім життям у Кіото з колишньою дружиною. Коли йому пропонують зайти до покоїв, щоб примиритися з нею, самурай відмовляється, заявляючи, що має намір повернутися додому і примиритися з колишньою дружиною. Він вказує на свою нерозумну поведінку і бідність як на причини, що змусили його так відреагувати. Самурай просить свою служницю передати другій дружині, що їхній шлюб розірвано і вона може з ганьбою повертатися до батьків.
Через кілька років самурай повертається, щоб знайти свій дім і свою дружину, майже не змінившись. Він мириться зі своєю колишньою дружиною, яка не дозволяє йому покарати себе. Вона згадує, що Кіото «змінився» і що вони разом лише «момент», але не розповідає про це далі. Вона запевняє його, що розуміла, що він покинув її лише для того, щоб приносити дохід до їхнього дому. Обидва щасливо обмінюються чудовими історіями про минуле та майбутнє, поки самурай не засинає. Наступного дня він прокидається лише для того, щоб виявити, що спав поруч із згнилим трупом своєї колишньої дружини. Швидко старіючи, він тікає з будинку, виявляючи, що будинок насправді в руїнах і зарослий бур'янами. Йому майже вдається втекти, але на нього нападає чорне волосся його колишньої дружини.

#### У ролях
- Мічіо Аратама — перша дружина
- Місако Ватанабе — друга дружина
- Рентаро Мікуні — чоловік
- Кендзіро Ісіяма — батько
- Ранко Акагі — мати

### «Снігова жінка»
«Снігова жінка» (яп. 雪女, Юкі-онна) — кіно адаптація книги Герна «Кайдан: Розповіді та дослідження дивних речей» (1903).
Двоє лісорубів на ім'я Мінокічі та Мосаку ховаються в хатині човняра під час снігової бурі. Юкі-онна заморожує Мосаку. Коли юкі-онна дивиться на Мінокічі, вона зауважує, що він гарний хлопець, і жаліє його через його молодість. Юкі-онна попереджає його, щоб він ніколи не згадував про те, що сталося, інакше вона вб'є його.
Мінокічі повертається додому і ніколи не згадує про ту ніч. Одного разу, коли він рубав дрова, він зустрічає Юкі, вродливу молоду жінку, яка подорожувала. Вона розповідає йому, що прямує до Едо, бо втратила сім'ю і має там родичів, які можуть влаштувати її на роботу служницею. Мінокічі пропонує їй переночувати в його домі разом з матір'ю. Матері подобається Юкі і вона просить її залишитися. Мінокічі закохується в неї і вона відмовляється їхати в Едо. Вони одружуються, народжують дітей і живуть щасливо. Старші жінки в місті в захваті від того, що Юкі зберігає молодість навіть після народження трьох дітей.
Одного вечора Мінокічі дарує Юкі власноруч виготовлені сандалі. Коли вона запитує, чому він завжди дарує їй червоні стрічки на босоніжках, він розповідає їй що виглядає молодою. Юкі приймає сандалі і приміряє їх. Мінокічі згадує Юкі-онну і бачить між ними певну схожість. Він розповідає їй про дивну зустріч. Саме тоді Юкі розповідає, що вона і є Юкі-онна. На будинок насувається снігова буря. Незважаючи на те, що він порушив своє слово, вона утримується від вбивства через їхніх дітей. Юкі залишає Мінокічі з дітьми, попереджаючи його, щоб він добре з ними поводився, інакше вона повернеться і вб'є його. Вона зникає у сніговій бурі, залишаючи Мінокічі з розбитим серцем. Мінокічі залишає виготовлені сандалі надворі на снігу, а коли він повертається до будинку, вони зникають, бо Юкі забирає їх.

#### У ролях
- Тацуя Накадай — Мінокічі
- Кейко Кісі — Юкі-онна
- Юко Мотідзукі — мати Мінокічі
- Кін Сугай — селянка
- Норіко Сенгоку — селянка

### «Хоїчі Безвухий»
«Історія Хоічі Безвухого» (яп. 耳無し芳一の話, Miminashi Hōichi no Hanashi) — кіно адаптація розповіді «Кайдан» Герна.
Хоічі — молодий незрячий музикант, який грає на біва. Він спеціалізується на виконанні епосу «Повість про дім Тайра» про Битву при Данноура, що відбулася між кланами Тайра та Мінамото під час останньої фази війни Генпей. Хоічі працює прислужником у храмі і доглядає за іншими прихожанами. Одного разу вночі він чує звук і вирішує зіграти на своєму інструменті у дворі саду. З'являється примарний самурай і каже йому, що його пан бажає влаштувати виступ у себе вдома. Самурай веде Хоічі до таємничого і стародавнього двору. Інший слуга помічає, що він зник на ніч, оскільки його вечеря залишилася недоторканою. Наступної ночі самурай знову з'являється, щоб забрати Хоічі, і запевняє, що нікому нічого не розповідав. Згодом священик запитує Хоічі, чому він йде вночі, але Хоічі не відповідає. Одного разу вночі Хоічі йде в бурю, його друзі йдуть за ним і дізнаються, що він ходив на цвинтар і читав «Повість про дім Тайра» при дворі померлого імператора. Хоічі повідомляє придворним, що для того, щоб проспівати весь епос, потрібно багато ночей. Йому доручають оспівувати останню битву — Битву при Данноура. Друзі тягнуть його додому, оскільки він відмовляється йти до завершення виступу.
Священик каже Хоічі, що він у великій небезпеці, і що це була величезна ілюзія духів мертвих. Вони кажуть Хоічі, що якщо він знову їм підкориться, вони розірвуть його на шматки. Турбуючись про безпеку Хоічі, священик і його помічник пишуть текст Сутри Серця на всьому тілі, включаючи обличчя, щоб зробити його невидимим для привидів, і навчають його медитувати. Самурай знову з'являється і кличе Хоічі. Хоічі не відповідає. Самурай бачить вуха Хоічі, бо забули написати текст сутри на його вухах. Самурай, бажаючи повернути якомога більше від Хоічі, відриває йому вуха, щоб показати своєму панові, що його накази були виконані.
Наступного ранку священик і служителі бачать кривавий слід, що веде від храму. Священик і прислужник усвідомлюють свою помилку і вважають, що вуха були обміняні на життя Хоічі. Вони вірять, що тепер духи залишать його в спокої.
До храму приїхав місцевий лорд з повним почтом. Вони чули історію безвухого Хоічі і хочуть почути його гру на біві. Його приводять до двору пана. Хоічі каже, що гратиме, щоб утішити засмучених духів і дати їм відпочити.
Оповідач вказує на те, що багато заможних знатних осіб приходили до храму з великими грошовими дарами, і Хоічі-Безвухий став заможною людиною.

#### У ролях
- Кацуо Накамура — Хоічі
- Тецуро Тамба — самурай
- Сімура Такас — верховний жрець
- Йоічі Хаясі — Мінамото-но Йосіцуне
- Йосуке Кондо — Бенкей
- Юрій Сато — Імператор Антоку

### «У чашці чаю»
«У чашці чаю» (яп. 茶碗の中, Chawan no Naka) адаптація оповідання Герна Kottō: Being Japanese Curios, with Sundry Cobwebs (1902).
Очікуючи візиту свого видавця, письменник розповідає стару історію про слугу лорда Накагави Садоно на ім'я Секінай. Поки лорд Накагава їде з новорічним візитом, він зупиняється зі своїм потягом у чайному будиночку в Хакусані . Поки група відпочиває там, Секінай бачить обличчя незнайомого чоловіка в чашці чаю. Незважаючи на обурення, він випиває чашу.
Пізніше, поки Секінай охороняє свого Господа, чоловік, чиє обличчя з'явилося в чаї, з'являється знову, називаючи себе Хейнай Сікібу. Секінай біжить, щоб розповісти іншим слугам, але вони сміються і кажуть йому, що він щось бачить. Пізніше тієї ночі в його власній резиденції Секіная відвідують троє примарних служителів Хейная Сікібу. Він б'ється з ними й ледь не зазнає поразки, але автор зауважує, що казка закінчується до того, як усе вирішується, і припускає, що він міг би написати повну кінцівку, але вважає за краще залишити кінцівку на уяву читача.
Незабаром приходить видавець і запитує у мадам автора, якого ніде немає. Вони обидва в жаху тікають з місця події, коли виявляють, що автор потрапив у велику банку з водою.

#### У ролях
- Накамура Канемон — самурай Каннай
- Осаму Такізава — автор і оповідач
- Суґімура Харуко — дружина
- Накамура Гандзіро II — видавець
- Нобору Накатані — Сікібу Хіранаі

## Фільмування
Коли він був студентом, продюсер Шигеру Вакацукі, засновник і генеральний директор «Клубу ніндзя», реалізував ідею екранізації збірки «Кайдан: Історії та дослідження дивних речей». У 1964 році Toho уклала угоду з режисером Кобаясі Масакі про створення трьох фільмів, яка завершилася виробництвом «Квайдану». Кобаясі протягом шести місяців працював з композитором Такеміцу Тору над створенням музики до фільму. Коли бюджет фільму був вичерпаний на три чверті, Кобаясі продав свій будинок, для продовження виробництва.

## Прем'єра
Прем'єра «Квайдану» відбулася 29 грудня 1964 року в театрі Юракуза, найпрестижнішому театрі в центрі Токіо. Роуд-шоу версія «Квайдану» вийшла в кінотеатральний прокат в Японії 6 січня 1965 року, де її розповсюджувала компанія Toho. Загальнояпонський прокат «Квайдану» розпочався 27 лютого 1965 року. Для кінотеатрального прокату у США «Квайдан» було скорочено до 125 хвилин, з якого було вилучено епізод «Снігова жінка» після прем'єри фільму в Лос-Анджелесі. Фільм вийшов на екрани Сполучених Штатів 15 липня 1965 року, де його дистриб'ютором виступила компанія Continental Distributing. Повторний кінотеатральний реліз фільму відбувся в Японії 29 листопада 1982 року в рамках святкування 50-річчя компанії Toho.

## Сприйняття
В Японії фільм здобув нагороду Кінема Дзюмпо за найкращий сценарій. Фільм також здобув нагороди за найкращу операторську роботу та найкращу режисуру на кіноконкурсі Майніті. Фільм здобув міжнародні нагороди, зокрема Спеціальний приз журі Каннського кінофестивалю та був номінований на премію «Оскар» у категорії «Найкращий фільм іноземною мовою».
У рецензії 1967 року журнал «Monthly Film Bulletin» прокоментував колірну гамму фільму, зазначивши, що «справа не стільки в тому, що колір у „Квайдані“ чудовий… скільки в тому, як Кобаяші використовує його, щоб надати цим історіям якості легенди». У рецензії зроблено висновок, що «Квайдан» — це фільм, «деталі якого залишаються в пам'яті ще довго після перегляду». Бослі Кроутер у рецензії в «Нью-Йорк таймс» 1965 року заявив, що режисер Кобаяші «заслуговує на захоплене визнання за його виразно східний кінематографічний артистизм. Так само, як і багато дизайнерів та операторів, які працювали з ним. „Квайдан“ — це симфонія кольору і звуку, яка справді не має собі рівних». Журнал Вараєті описав фільм як «виконаний у розміреному темпі та з глибоким почуттям», а також як «візуально вражаючий тур-де-форс».
З ретроспективних рецензій: у своїй рецензії на «Харакірі» Роджер Еберт описав «Квайдан» як «збірку історій про привидів, яка є одним з найкрасивіших фільмів, які я бачив». Філіп Кемп писав у Sight & Sound, що «Квайдан» «майже занадто гарний, щоб бути страшним» і що «кожна історія зберігає свій власний настрій; але всі вони незабутньо, моторошно гарні».
На агрегаторі рецензій Rotten Tomatoes «Квайдан» має рейтинг схвалення 91 % на основі 43 рецензій і середню оцінку 7,8/10. Загальний консенсус звучить так: «Вишукано оформлена і вибагливо прикрашена, амбітна антологія Масакі Кобаяші працює не стільки як лякаючий приклад жахів, скільки як медитативна данина японському фольклору».